# Épinay, Eure

Épinay este o comună în departamentul Eure, Franța. În 1 ianuarie 2018 avea o populație de 303 de locuitori.